# Samuel Darío Maldonado Vivas
Samuel Darío Maldonado Vivas (7 de febrero de 1870, Ureña, Estado Táchira, Venezuela - 6 de octubre de 1925, Caracas, Venezuela) fue un médico cirujano, antropólogo, escritor, periodista y político venezolano. Reconocido por su desempeño como médico sanitarista y como director de la Oficina Nacional de Sanidad durante el gobierno de Juan Vicente Gómez.
En el campo de la literatura y el periodismo, se destacó por su obra poética, la fundación de periódicos y por sus artículos de opinión en importantes diarios venezolanos como El Cojo Ilustrado, El Universal y El Tiempo. También desarrolló estudios antropológicos sobre los pueblos indígenas de la selva amazónica venezolana y del oriente del país.

## Biografía

### Primeros Años
Samuel Darío Maldonado nació el 7 de febrero de 1870 en Ureña, estado Táchira, Venezuela. Hijo del hacendado Juan Bautista Maldonado y Cornelia Vivas de Maldonado. Fue el menor de cuatro hermanos entre los que destaca el general Buenaventura Macabeo Maldonado. Pasó sus primeros años en la hacienda familiar El Pitonal, propiedad  adquirida por su padre en el año 1858. Estudió en el Colegio Sagrado Corazón de Jesús de La Grita. Si bien no se cuenta con registros precisos sobre sus primeros años de estudio, de acuerdo con lo expuesto por el mismo Maldonado en el ensayo Carta Autocrítica, realizó sus estudios de primaria en la hacienda El Pitonal. Por otra parte, sus estudios de secundaria fueron realizados en las ciudades colombianas de Cúcuta y Pamplona, donde se graduó de Bachiller en Ciencias. Sin embargo, de acuerdo con un remitido firmado por estudiantes del Colegio Superior del Táchira el 22 de abril de 1886 en apoyo a los estudiantes de la Universidad Central de Venezuela (quienes fueron reprimidos en una protesta en contra del gobierno del presidente Cipriano Castro), el nombre de Maldonado figura entre los firmantes. Es por ello que, José Pascual Mora García (2009) presume en Historia de la educación en Venezuela que Maldonado pudo haber pertenecido a dicha institución.

### Estudios Universitarios
Una vez culminados sus estudios de primaria y bachillerato, Samuel Darío Maldonado ingresa a la Universidad de Los Andes en Mérida para formarse como médico. Allí también encuentra expresión sus inclinaciones hacia la literatura y el periodismo y en 1891 funda el periódico El Alacrán junto a su compañero Alfredo Baptista Quevedo. Además incentivó la creación de una asociación de caballeros tachirenses en Mérida llamada La Colonia Tachirense a la cual pertenecieron jóvenes como Pedro María Morantes, Horacio Castro, Abel Santos y Eduardo Santos.
En 1893 culmina sus estudios universitarios en la antigua Universidad de Valencia donde se gradúa como Doctor en Ciencias Médicas después de presentar su tesis en latín, que luego fue publicada por dicha universidad. En el año 1900, Samuel Darío Maldonado recibe la noticia de que su hermano, el general Buenaventura Macabeo Maldonado, se encuentra gravemente enfermo. Debido a esto viaja a Caracas pero en el trayecto es capturado en Maracaibo por oficiales del gobierno del presidente Cipriano Castro y fue  trasladado a la prisión La Rotunda, donde permaneció cautivo por unos meses. En el relato Una excursión por el Caris (1970) Maldonado da su testimonio sobre la fuga de la prisión. Al reencontrarse con su hermano, con la ayuda de Jacinto Pastrón, ambos escapan en una goleta a Curazao.
Una vez en Curazao, los hermanos Maldonado se embarcan hacia Barranquilla, donde deciden separarse: El general Macabeo Maldonado se traslada hacia Cúcuta donde meses después fallece y Samuel Darío Maldonado viaja a Europa para continuar con sus estudios de medicina. Sin embargo, existen diferentes versiones en relación con los lugares y las fechas correspondientes a tales estudios. De acuerdo con uno de sus biógrafos, Alberto Silva Álvarez, y con el historiador estadounidense William M. Sullivan, Maldonado se especializó en otorrinolaringología y oftalmología en Estados Unidos entre 1894 y 1898. Juan Contreras Serrano señala que es en Europa donde realiza dichas especializaciones (París, Viena y Berlín). No obstante, en dos relatos escritos por el propio Samuel Darío Maldonado (Una excursión por el Caris y Por las Sierras Nevadas) éste deja testimonio de sus expediciones realizadas en territorio venezolano  en los años 1903 y 1904, respectivamente. Por lo tanto, la información sobre el periplo realizado entre 1901 y 1908 es poco precisa.

## Trayectoria Profesional

### Medicina
De vuelta en Venezuela, comienza a trabajar como cirujano para la Jefatura Suprema del Ejército. Entre 1910 y 1911 en compañía de Lisandro López Viloria decide ejercer su profesión de médico de manera itinerante y comienzan a tratar pacientes en el interior del país, especialmente en los estados andinos de Venezuela y en las ciudades colombianas de Cúcuta y Pamplona. Según el historiador Alberto Silva Álvarez (1977) en Buenaventura Macabeo Maldonado y Samuel Darío Maldonado, hijos ilustres de Ureña  explica que el doctor Samuel Darío Maldonado modificó el oftalmoscopio y lo adecuó añadiendo un bajalenguas con cierre automático. Además se desempeñó realizando operaciones de carácter prioritario como: Trepanación de los senos esfenoidales por vía nasal, raspado de las cuerdas vocales, corrección del estrabismo avanzado y deyección, operación de Stake en la mastoiditis supurada y operación de Jansen para la sinusitis frontal.

### Cargos públicos
Durante el gobierno del general Juan Vicente Gómez, Maldonado fue reconocido como un hombre leal a la causa gomecista y se desempeñó en diferentes cargos públicos hasta el día de su muerte. En 1908 fue nombrado Ministro de Instrucción Pública y llevó a cabo una reforma del sistema educativo de la época. El propósito de tal reforma fue la elaboración de un plan de estudios con métodos modernos y nuevas formas de abordar la pedagogía. Un año después fundó la Escuela Zamora, que sirvió de ejemplo para las demás instituciones.
En abril de ese año, presenta un reporte sobre su gestión desarrollada hasta el momento y ofrece un diagnóstico general sobre la instrucción pública venezolana. De esta forma propone un nuevo programa educativo aclarando ante la Cámara Legislativa que era necesario hacer énfasis en las instituciones culturales como las Escuelas de Artes y otros Oficios, ya que serían una pieza clave en el proceso de industrialización de Venezuela. Culminó sus labores como ministro en 1910 y es nombrado Gobernador del Estado Amazonas. El 6 de febrero de 1911 llegó a San Fernando de Atabapo donde emprendió un arduo camino de reconocimiento de un territorio prácticamente salvaje. Allí estudió distintas comunidades indígenas y elaboró informes sobre la situación de los pueblos de la Amazonía en territorio venezolano registrando la cantidad de comunidades existentes para la época. Además, Maldonado emitió el Informe sobre el Balatá y su explotación en el Territorio Amazonas (1911) donde se exponen los diferentes conflictos que afectaban a las comunidades indígenas en ese momento y da indicaciones para un plan de protección y atención de las mismas. Durante su gestión promulgó leyes en contra de la explotación del caucho y la esclavitud indígena que persistía en la zona. Dichas leyes tuvieron vigencia hasta que culminó el cargo de Maldonado como gobernador. Según el autor Carlos Lollet en Breve historia de la Bolsa de Caracas (1977) este y otros informes escritos por Maldonado durante su gestión como Gobernador de Amazonas son considerados materiales de revisión en distintas especialidades académicas.

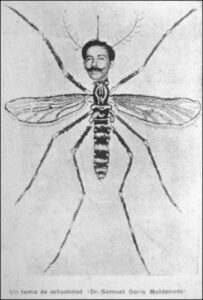
Caricatura de Samuel Darío Maldonado en el diario El Cojo Ilustrado (1912)

Ese mismo año, además de desempeñarse como Gobernador de Amazonas, Maldonado fue nombrado Director de la Oficina Nacional de Sanidad por orden del Ministro de Relaciones Interiores, el General Francisco Linares Alcántara. En ese momento, la situación sanitaria del país era bastante precaria debido a los frecuentes brotes de peste bubónica, fiebre amarilla, viruela y paludismo que mermaban a la población. Consciente de los problemas sanitarios que aquejaban al país, Samuel Darío Maldonado, a través de dicha institución, llevó a cabo una modernización del sistema sanitario venezolano que se tradujo en mejoras en los servicios de salud pública. De igual manera, la Oficina de Sanidad Nacional, bajo la regencia de Maldonado, organizó campañas sanitarias, elaboró estadísticas con índices epidemiológicos, implementó el certificado de salud para los trabajadores, promulgó la primera Ley de Sanidad en Venezuela (1912), organizó campañas de vacunación antivariólica y antitífica, campañas contra la anquilostomiasis y la malaria, logró la libre importación de la quinina y su distribución gratuita para combatir el paludismo cada vez más creciente, creó el primer Laboratorio de Bacteriología y el Departamento de Química Bromatológica, llevó a cabo labores de saneamiento ambiental y control de plagas (zancudos y moscas) y actividades de divulgación de prácticas de higiene, entre otros logros.
Dentro de las campañas sanitarias lideradas por Maldonado se destaca la campaña para la erradicación de la fiebre amarilla y la peste bubónica, la cual fue duramente criticada por considerar drásticas y exageradas las medidas de saneamiento ambiental implementadas (tala de árboles y matas de cambur, plátanos, papayas u otro tipo de vegetación que contribuyese a la formación de criaderos de mosquitos). El Dr. Maldonado recibió críticas y burlas en la prensa nacional e incluso amenazas anónimas. Frente a este panorama, Maldonado el 2 de febrero de 1912 publicó en el diario El Universal y El Tiempo, artículos en los que invitaba a médicos y detractores de la campaña a exponer sus argumentos con fundamentos científicos. El 12 de febrero del mismo año pronunció la conferencia Saneamiento General y Fiebre Amarilla en el Salón de la Academia de Bellas Artes en Caracas en medio de bromas y protestas de los asistentes detractores. En tal evento Maldonado expuso las estadísticas de la campaña que revelaban los avances de la misma. Pese a las críticas recibidas, la Oficina de Sanidad Nacional llevó a cabo la campaña, y en abril de 1912 anunció al Ministerio de Relaciones Interiores la erradicación en Caracas de la fiebre amarilla en su carácter epidémico.
Por otra parte, durante sus tres años de desempeño (1911-1914) como director de la Oficina de Sanidad Nacional, Maldonado también se ocupó de la dirección y redacción del Informe Mensual Sanitario y Demográfico de la Oficina de la Sanidad Nacional, que a partir del año 1918 sería conocido como el Boletín de Sanidad Nacional. Esta publicación fue un importante medio de difusión de las actividades y gestiones de la institución. En 1914 terminó su servicio como director de dicha institución. En 1918 fungió como gobernador del Estado Delta Amacuro y más adelante en 1921 fue nombrado Presidente del Estado Aragua. En el año 1925 fue Senador por el Estado Táchira.

### Literatura
Desde temprana edad, Samuel Darío Maldonado profesó interés por la literatura. Según algunos datos expuestos en el libro Gente del Táchira por el crítico literario Rafael Angarita Arvelo (1974), se estima que empezó su práctica literaria cuando llegó a Mérida para estudiar medicina. Allí, fundó dos periódicos, Madrépora (1884) y El Alacrán  (1890), y junto con otros compañeros universitarios los mantuvo activos durante casi toda su carrera. Más tarde en Caracas, Maldonado empieza a publicar poesías y artículos de polémica en el icónico periódico venezolano El Cojo Ilustrado. Allí, publicó la mayor parte de los poemas que fueron recopilados en Odas Vírgenes, (su poemario más conocido donde aparecen poemas como «Los Parias», «El poema de la almohada», «Buitre», entre otros). El poema «Luis Cardozo» es una de sus obras más conocidas y fue publicado en Poesías (1970), donde se recopiló la obra poética de Maldonado escrita hasta 1912.
 

Durante toda su vida, Samuel Darío Maldonado se mantuvo constante en la producción de obras literarias. Escribió cuentos, artículos y críticas, algunos de ellos publicados y otros aún por publicar. Gonzalo Picón Febres (1977) en Buenaventura Macabeo y Samuel Darío Maldonado, hijos ilustres de Ureña explica que sus poemas se caracterizan por el empleo de palabras que no aparecían en el Diccionario de la Real Academia Española así como el uso de modismos, refranes o proverbios indígenas y palabras en latín con el fin de castellanizarlos. En 1920, siendo gobernador de Delta Amacuro, termina de escribir su primera novela titulada Tierra Nuestra, publicada finalmente en 1921. El poeta Mariano Picón Salas sostiene en relación con dicha novela:
"Toda la Venezuela vista y padecida por Samuel Darío Maldonado desfila en aquel viaje; lo culto y lo bárbaro, los misterios de las razas primitivas y las polémicas de los sabios; una tipología venezolana que va desde el literato decadente de Caracas hasta el peligroso y arisco jefe civil de una aldea o el modestísimo maestro de escuela. Si algún libro en Venezuela merecería un detenido estudio lingüístico, por su refranero, sus versos criollos, su masa folklórica, es éste de Maldonado."   

-Mariano Picón Salas

### Antropología y Etnología
Samuel Darío Maldonado desarrolló varias investigaciones antropológicas y etnológicas en el país con gran influencia del pensamiento positivista que en ese entonces prevalecía en Venezuela. Algunos autores (Carlos M. Lollet, Gonzalo Picón Febres, Mariano Picón Salas, entre otros) consideraron a Samuel Darío Maldonado como parte de la tercera generación de intelectuales positivistas venezolanos junto con otros hombres como Laureano Vallenilla Lanz y Pedro Manuel Arcaya.
La especialidad de estudio de Maldonado fue la etnología indígena. Hizo énfasis en el estudio de comunidades indígenas de Guayana. Además, escribió varios trabajos científicos que son considerados testimonios de sus investigaciones antropológicas en el oriente y en el territorio selvático venezolanos. Entre sus trabajos destacan Defensa de la Antropología General y de Venezuela y Descubrimiento del hueso de Incas en el territorio de Venezuela y en el Estado Lara, ambos publicados en 1906. Parte de los planteamientos expuestos por Maldonado en ambos estudios en relación con su concepto de raza están fundamentados en las observaciones y estudios que realizó de la colección de cráneos del Cementerio de Aguada Grande (Estado Lara) reunida por el médico e investigador larense Rafael Freitez Pineda, tal como refiere Luis Molina en Animales antediluvianos, antigüedades indias, culturas: contribución a la historia de la arqueología y paleontología del Estado Lara, Venezuela 1852-1989.
Por otra parte, en el ensayo Defensa de la Antropología General y de Venezuela Maldonado refuta las teorías expuestas por el Doctor José Gil Fortoul en el libro El hombre y la historia: ensayo de sociología venezolana (1905) en relación con sus concepciones de raza, antropofagia así como su perspectiva del origen y características socioculturales de los pueblos aborígenes venezolanos. Maldonado, basándose en varios datos antropométricos, sostiene que en el período precolombino existieron varias razas que poblaron el territorio venezolano, en contraposición a las ideas de Gil Fortoul de la existencia de una sola raza con variaciones en el continente americano. La discusión sostenida entre Gil Fortoul y Maldonado es considerada un ejemplo de la influencia de diversas corrientes antropológicas y sociológicas del siglo XIX en el campo de la antropología y ciencias sociales venezolanas. En el caso de Maldonado, en sus estudios etnológicos y antropológicos puede verse de la antropología física francesa decimonónica y la escuela difusionista alemana. 
Maldonado también fue socio activo de la Sociedad Venezolana de Americanistas, grupo de estudios americanistas dedicado a investigaciones en el campo de la antropología, la lingüística, la etnología, el folklore y ciencias afines. Aunado a esto fue redactor de la Revista De Re Indica (1918), medio de difusión de dicha organización.

### Otros
Un aspecto poco estudiado de la trayectoria de Samuel Darío Maldonado ha sido su interés por las prácticas ocultistas. Rafael Angarita Arvelo (1977) lo define como un "investigador espiritualista". Maldonado participaba en ritos espiritistas en Aragua, creía en la magia e incluso practicaba la quiromancia. Esto le valió duras críticas pues para la sociedad venezolana de la época estas prácticas eran incompatibles con el ejercicio de la ciencia. Angarita Arvelo señala que el acercamiento de Maldonado a tales prácticas siempre estuvo asociado a propósitos científicos y de investigación.

## Fallecimiento

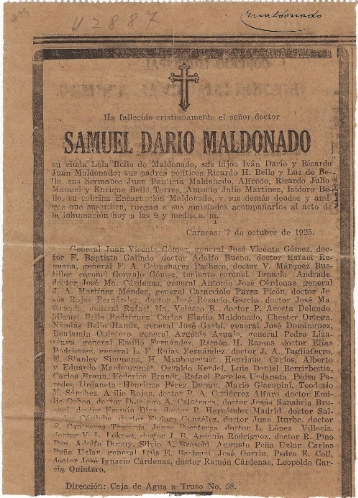
Obituario del Dr. Samuel Darío Maldonado.

El 6 de octubre de 1925, Samuel Darío Maldonado fallece en la ciudad de Caracas a los 55 años, debido a una perforación causada por úlceras en el estómago. El Gobierno Nacional de Juan Vicente Gómez decretó un duelo oficial por la muerte de Maldonado, quien se desempeñaba en ese momento como Senador por el Estado Táchira, y envió sus condolencias a su esposa, la señora Lola Bello de Maldonado. Su cortejo fúnebre estuvo rodeado de hombres allegados al régimen gomecista y en el estado Aragua se declaró duelo público por labor del doctor Maldonado como presidente.

## Legado
Samuel Darío Maldonado contrajo nupcias en 1911, a los 45 años, con Doña Dolores (Lola) Bello Torres, con quien tuvo dos hijos: El Dr. Iván Darío Maldonado y el médico, diplomático y cantante de ópera Ricardo Juan Maldonado.
Samuel Darío Maldonado es considerado uno de los médicos, investigadores, funcionarios públicos y poetas más importantes de su época. Hizo relevantes aportes en el campo de las ciencias de la salud y de las ciencias sociales (antropología y etnología) en Venezuela.
En el estado Táchira, en la hacienda Pitonal existió una placa en conmemoración a Maldonado y la Avenida Principal de Ureña fue bautizada con el nombre del doctor en su memoria. El Municipio Maldonado, fundado en 1972, es uno de los veintinueve municipios del estado Táchira y fue nombrado así en honor al célebre médico tachirense. En 1911, Maldonado adquiere el Hato El Frío en el estado Apure en donde, años después, su hijo Iván Darío Maldonado fundaría la Estación Biológica El Frío (1977), la primera en su tipo en Venezuela.
Por otra parte, escuelas y hospitales llevan su nombre en su honor como: El Hospital Samuel Darío Maldonado en el estado Táchira, La Escuela Básica Samuel Darío Maldonado y la Escuela de Música Samuel y Lola Maldonado, ambas ubicadas en Ureña. Actualmente el Archivo de la familia Maldonado resguarda casi toda la producción literaria y científica de  Samuel Darío Maldonado Vivas.

## Obras Publicadas
- Tierra Nuestra (Por el Río Caura). Litografía del Comercio. Caracas, 1920.[23]
- Obras Varias. Biblioteca de Temas y Autores Tachirenses. Caracas,1961.[15]
- Tierra Nuestra (Por el Río Caura). Presidencia de la República. Caracas, 1970.
- Ensayos. Edición del Ministerio de Educación. Caracas, 1970.[42]
- Poesías. Instituto Nacional de Cultura y Bellas Artes. Caracas, 1970.[12]
- Antonio José De Sucre. Samuel Darío Maldonado (Traductor), Sherwell, Guillermo. Banco Industrial de Venezuela, Caracas,1970.[43]
- Temas Antropológicos, Etnológicos y otras obras. Samuel Darío Maldonado. Compilado por Luis Ricardo Dávila. Universidad de los Andes (ULA). Mérida, 2007.[44]